# 2. Königlich Bayerische Landwehr-Infanterie-Brigade
Die 2. Landwehr-Infanterie-Brigade war ein Großverband der Bayerischen Armee.

## Geschichte
Die Brigade wurde am 2. August 1914 mit Ausbruch des Ersten Weltkriegs als 2. gemischte Landwehr-Brigade aufgestellt und zunächst in der Etappe verwendet. Ab 4. April 1915 war sie der 6. Landwehr-Division unterstellt und bis Kriegsende an der Westfront eingesetzt.

## Gliederung
Der Brigade unterstanden am 2. August 1914 folgende Verbände:
- Landwehr-Infanterie-Regiment 3
- Landwehr-Infanterie-Regiment 12

Mit dem Ausscheiden der 1. Landwehr-Infanterie-Brigade am 31. Dezember 1916 wurde der 2. Landwehr-Infanterie-Brigade ab 2. Januar 1917 das Landwehr-Infanterie-Regiment 1 unterstellt.

## Kommandeure
| Dienstgrad            | Name                      | Datum                              |
| --------------------- | ------------------------- | ---------------------------------- |
| Generalleutnant z. D. | Maximilian von Lachemair  | 2. August 1914 bis 9. Oktober 1917 |
| Generalmajor z. D.    | Joseph Ritter von Schmauß | 9. Oktober 1917 bis Kriegsende     |